# Catocala kaschmirensis
Catocala kaschmirensis är en fjärilsart som beskrevs av Embrik Strand 1914. Catocala kaschmirensis ingår i släktet Catocala och familjen nattflyn. Inga underarter finns listade i Catalogue of Life.